# Демократичні перетворення України
Всеукраḯнська молоді́жна грома́дська організа́ція «Демократи́чні перетво́рення Украї́ни» (англ. All–Ukrainian Youth organisation «Democratic Transformations of Ukraine»), скорочено ВМГО «Демократичні перетворення України», ВМГО ДП України, DT of Ukraine — була заснована 25 травня 1996 року як неприбуткова, незалежна, неурядова організація, яка об'єднує громадян України на основі спільності інтересів, що уболівають за становлення державності й розвиток громадянського суспільства.
ВМГО «Демократичні перетворення України» здійснювала заходи щодо формування суспільної думки стосовно здійснення реформ та їх наслідків, розширення комунікаційних можливостей між демократичними організаціями в суспільно-політичному житті, підвищення культурної та політичної освіти молодих громадян, соціальної роботи з молоддю та її соціальними групами, залучення їх до активної участі у суспільному і волонтерському житті України.
Організація здійснювала також дослідження та публічне обговорення актуальних питань розвитку відносин Україна — ЄС, підписання асоціації між Україною та ЄС, поширення наркоманії у молодіжному середовищі, попередження захворюваності ВІЛ/СНІДу у молодому віці та з питань безробіття молоді, зокрема попередження негативних явищ на ринку праці тощо.
Зареєстрована Міністерством юстиції України 26 травня 1997 року.
Входила до складу:
міжнародних організацій: Міжнародна федерація Європейських Домів (фр. Fédération Internationale des Maisons de l'Europe), Global Youth Action Network (США), TakingITGlobal (США);
всеукраїнських спілок: Український національний комітет молодіжних організацій (1999—2002);
коаліцій: Коаліція громадських організацій України «Свобода вибору» (1999), Блок української молоді (2002), Коаліція інститутів громадянського суспільства «За доброчесну публічну службу» (2013);
молодіжних рад: Молодіжна рада при Кабінеті Міністрів України (2012—2014).
Представник та учасник від України (до 2012 року) у кампанії дій десятиліття Youth Employment Summit (ООН).
Засновник Українського Інституту Європейського Дому (2000), Української молодіжної координаційної ради (2001).
Співзасновник Всеукраїнського громадського об'єднання «Громадська Ліга Україна–НАТО» (2003).

## Мета та завдання
Метою діяльності організації є сприяння проведенню демократичних перетворень в Україні, залученню молодіжного потенціалу до активної участі у цих процесах задля розвитку і задоволення потреб суспільства, забезпеченню захисту прав та свобод, законних соціально-економічних, творчих, спортивних та інших спільних інтересів членів організації.
Для досягнення своєї мети організація має наступні завдання:
сприяти підтримці і розвитку успішних практик організаційного, наукового, політичного, підприємницького, спортивного потенціалу молоді, молодіжних об'єднань та реалізації молодіжної політики;
сприяти утвердженню серед молоді ідеалів демократичного суспільства, залученню їх до активної волонтерської участі, задоволення суспільних, зокрема економічних, соціальних, культурних, екологічних, та інших інтересів;
сприяти формуванню сучасного світогляду на засадах духовності, моральних цінностей, поширенню ідей гуманізму, демократії, законоповаги, віротерпимості і благодійності в суспільстві, а також попередженню негативних проявів у дитячому та молодіжному середовищі;
формувати патріотичні почуття членів організації та інших молодих людей, лідерство, сприяти впровадженню інновацій у процесі їхнього виховання, збереженню національної свідомості та національних традицій українського народу;
сприяти відстоюванню прав молоді на безпечне й сприятливе для здоров'я природне середовище;
сприяти розвитку міжнародної співпраці в усіх сферах соціального, культурного і економічного життя молоді, проведенню спільних молодіжних заходів в Україні та поза її межами;
забезпечувати захист законних прав, свобод та інтересів кожного члена організації.

## Історія та діяльність організації[5]
Після ухвалення 24 серпня 1991 року Верховною Радою Української РСР Акта проголошення незалежності України значна частина осередку Української студентської спілки Київського державного педагогічного університету імені М. П. Драгоманова у 1992 році вступає до Демократичної партії України (голова — Юрій Бадзьо) та утворює молодіжне крило партії.
Після виборів Президента України у 1994 році молоді члени ДемПУ порушують питання щодо необхідності створення партійної молодіжної організації, яке було підтримано головою партії, народним депутатом України, письменником Володимиром Яворівським, а також Президією ДемПУ.
Через внутрішньопартійну боротьбу лише у грудні 1995 року Національна Рада ДемПУ ухвалила рішення про створення ініціативної групи та розпочала підготовчу роботу щодо створення партійної молодіжної організації.
З січня 1996 року в областях відбуваються установчі збори обласних осередків організації. Установчий з'їзд молодіжної організації за участю 150 делегатів з 17 областей України відбувся 25 травня 1996 року в м. Києві за підтримки Міжнародного Республіканського Інституту (США). З'їзд спочатку затвердив назву «Всеукраїнська молодіжна організація Демократичної партії України», яка була до реєстрації, а пізніше перейменовано на Всеукраїнську молодіжну громадську організацію «Демократичні перетворення України». Президентом організації було обрано аспіранта Українського державного педагогічного університету ім. М. П. Драгоманова Гонтарука Олександра Миколайовича.
Перший захід — Збір молодих політиків (проводився щорічно до 2006 року) був присвячений 5 річниці незалежності України та організовано спільно з ДемПУ в серпні 1996 року у с. Кути Івано-Франківської області за участю молоді з Комітету виборців України, Народного Руху України, Конгресу українських націоналістів.
4 грудня 1997 року організація вступила до Українського національного комітету молодіжних організацій (УНКМО).
У жовтні 1999 року розриваються офіційні стосунки організації з ДемПУ та приймається рішення щодо позапартійного статусу у своїй діяльності.
18 червня 2016 року Президія організації своїм рішенням поклала виконання обов'язків Голови організації на заступника Голови організації Євгенія Володимировича Балицького, а від 29 серпня 2016 року — на заступника Голови організації Віталія В'ячеславовича Пухальського.
4 червня 2017 року на ХІІ З'їзді організації було її реорганізовано та обрано Головою організації В. В. Пухальського, заступниками Голови організації Оксану Арсентіївну Марчишин та Євгенія Володимировича Балицького. Відповідно до Закону України «Про громадські об'єднання» організацію перейменовано на Громадську організацію "Всеукраїнська молодіжна організація «Демократичні перетворення України». На З'їзді також було обрано Почесного голову ВМО «Демократичні перетворення України» Олександра Миколайовича Гонтарука та Почесних її членів Сергія Григоровича Бондарчука та Миколу Миколайовича Крутя.

### Підтримка курсу на набуття Україноючленства в НАТО
14—15 листопада 1997 року у місті Oдесa організацією було проведено перший спільний з Центром інформації та документації НАТО в Україні семінар «NATO — гарант безпеки та стабільності в Європі».
Перший керівник Центру Роман Ліщинський та його шофер Іван Буну, які мали бути на семінарі, в четвер увечері 13 листопада загинули в автокатастрофі біля села Богданівки, що у Кіровоградській області.
Семінари за участю українських та іноземних експертів проводилися також у містах Донецьку (1998), Києві (1999), Дніпропетровську (нині Дніпро) (2005), 2009 (Черкаси).
26 вересня 2003 року організація стала співзасновником та членом Всеукраїнського громадського об'єднання «Громадська Ліга Україна-НАТО».

### участь у виборчих процесах;
19 вересня 1998 року за підтримки об'єднання «Добробут» (орієнтувалася на кандидата на посаду Президенти України Є. К. Марчука) частина членів організації утворила молодіжне об'єднання «Молодь — за добробут» (лідером обрано А. Гнєдого, його заступником — С. Джерджа (віце-президента «Демократичних перетворень України»).
13 жовтня 1998 року організація спільно з Молодіжним парламентом України підтримала пропрезидентські сили у боротьбі з лівим керівництвом Верховної Ради України (проти голови О. Ткаченка та віце-спікера А. Мартинюка), зокрема було проведено пікетування під гаслом «Молодь за стабільність».

Після парламентських виборів 1998 року організація виступила з ініціативою об'єднати зусилля заради створення потужної молодіжної політичної сили: 
«Всім нам відомо, як монолітна українська молодь, в лавах якої було багато з нас, в 1990 року змогла донести свої вимоги найвищій комуністичній владі, своє бачення розвитку держави, що отримало широкий соціальний резонанс і сприяло здобуттю Незалежності, зародженню демократичних принципів, відродженню національних традицій. На жаль, сьогоднішній курс державної політики веде до поглиблення суспільного пригноблення, відходу від ідеї чистої демократії, побудови в країні дикої ліво-мафіозної системи під маскою демократії… Ми повинні зробити так, щоб державна політика трансформувалася в інтересах молоді. Тому ініціативна група Демократичних перетворень України виходить з пропозицією створення могутньої сили в молодіжному русі України шляхом залучення і об'єднання молодіжних організацій демократичної орієнтації всіх рівнів та створення єдиного блоку… Тільки за умови об'єднання народиться сила, що становитиме реальну вагу в суспільстві».
На IV-му З'їзді організації, який відбувся 17—18 квітня 1999 року в м. Києві, затверджується рішення про вступ до Коаліції громадських організацій України «Свобода вибору», підтримка демократичних кандидатів на виборах Президента України.
17 квітня цього ж року спільно з об'єднанням «Молода Україна» до президентських виборів створюється молодіжна інформаційно-координаційна служба.
Перед парламентськими виборами у 2002 році організація вступила до коаліції молодіжних організацій «Блок української молоді» (БУМ), який від дня свого заснування мав значну підтримку в українському суспільстві.
19 травня 2011 року організація взяла участь в обговоренні проекту Закону «Про вибори народних депутатів України», що був розроблений Робочою групою при Президентові України з питань удосконалення законодавства про вибори.
Під час виборів народних депутатів України 28 жовтня 2012 року організація здійснювала спостереження за виборчим процесом відповідно до законодавства України.

### Участь у міжнародному молодіжному русі
У листопаді 1999 року розпочалась співпраця організації з Європейським Домом Устронь (Польща) з питань поглиблення інтеграції України у Європейський Союз. У березні 2000 року при організації створюється Український Інститут Європейського Дому як представництво Міжнародної Федерації Європейських Домів (Fédération Internationale des Maisons de l'Europe), що було офіційно підтримано Генеральним Секретаріатом FIME (Німеччина).
Протягом 2000—2003 років при організації функціонував Євроклуб як структурний самоврядний підрозділ з його відділеннями у 23 областях країни, був включений до єдиної мережі українських євроклубів при Представництві Європейської Комісії в Україні.
4 червня 1999 року організація підписала спільний меморандум між організацією, об'єднанням молодих консультантів «Українська асоціація управління власністю» та консалтинговою компанією «Ertel Consulting GmbH» (ФРН).
З серпня 2000 року започатковано партнерство організації з молодіжним відділом Генерального Секретаря ООН. Організацію було офіційно запрошено на Саміт тисячоліття ООН та на зустріч Генерального секретаря Кофі Аннана з лідерами молодіжних організацій світу.
Весною 2001 року організація вступає до Всесвітньої молодіжної активної мережі (співпрацює з молодіжним відділом Генерального Секретаря ООН) та реалізує низку волонтерських проектів.
Під час спільної діяльності було створено неурядову організацію «Українська молодіжна координаційна рада» для реалізації міжнародних молодіжних програм у співпраці з молодіжним відділом Генерального Секретаря ООН. УМКР сповідувала демократичні принципи та була відкритою для кожної молодіжної громадської організації України.
Організація була представлена на:
- міжнародному фестивалі «World Tour de France» (міста Лайлі, Ліоні, Тулуза та Париж, 3 — 17 квітня 2005 року) у в рамках відзначення волонтерської події Global Youth Service Day[en];
- регіональному форумі СНД по питанням молоді «Молодь ХХІ століття: реалії та перспективи» за підтримки Європейської економічної комісії ООН (м. Київ, 24—26 вересня 2003 року);
- програмі розвитку українських про-європейських організацій (м. Перемишль, Польща, 4—11 квітня 2003 року) за сприянням Фундації Освіта для Демократії (Програма «Зміни в регіоні» — RITA («Region in Transition»), Польсько-американської Фундації Свободи), а також Фундації імені Стефана Баторія (Програма Схід—Схід);
- Саміті молодіжного працевлаштування (Youth Employment Summit) (м. Александрія, Єгипет, 6—13 вересня 2002 року) за сприянням Представництва ООН в Україні;
- міжнародній Школі аналітиків (Summer School of Analytic) з питань соціальних досліджень та збору і аналізу даних, який проходив (м. Ессекс, Англія, 15 липня — 15 серпня 2002 року).

### Розвиток волонтерства в Україні
Організація сприяла розвитку волонтеризму серед української молоді та поглибленню інтегрованості у світовий волонтерський рух шляхом.
У квітні 2000 року після набуття членства у Global Youth Action Network (США) організація започатковує відзначення щорічної волонтерської акції Всесвітнього Молодіжного Дня Дії в Україні спільно з Youth Service America (США). Вперше подію було відзначено у 2001 році спільно з Представництвом ООН в Україні за підтримки Міжнародного Координаційного Комітету GYSD, який протягом 2001—2015 рр. визначав організацію як національного координатора в Україні.
У 2001 році спільно з ПРООН організація взяла участь у відкритті Центру соціально–психологічної реабілітації населення від наслідків ЧАЕС в м. Коростені (Житомирська область) та було засаджено алею пам'яті.
Було також проведено заходи щодо профілактики правопорушень та негативних явищ у молодіжному середовищі, фестивалі дитячої творчості для дітей-інвалідів «Повір у себе», виставку молодих художників «Чорнобиль очима молоді», всеукраїнську акцію «Україна — наш дім, і жити в нам в нім», упорядкування могили визначних діячів, місця відпочинку та проведення дозвілля громадян, прибирання історичних територій та інші.

### подолання безробіття молоді;
У вересні 2002 року подано заявку на членство у кампанії Youth Employment Summit (США) з метою розвитку молодіжного підприємництва та подолання безробіття серед молоді.
Організація входила до YES Network.
Проводились дослідження з питань безробіття молоді, попередження негативних явищ на ринку праці, брали участь в організації семінару спільно з Представництвом ООН в Україні.

### утвердження здорового способу життя серед молоді;
На виконання загальнодержавних програм організація з 2003 року реалізувала заходи та програми з питань пропаганди здорового способу життя у молодіжному середовищі.
За підтримки Представництва ООН в Україні та Міжнародного фонду «Єднання» було проведено моніторинг дотримання прав молоді в умовах економічної кризи в Україні, стану здоров'я молоді, зокрема було підготовлено звіт про причини наркоманії серед української молоді на сучасному етапі.
Протягом 2009—2010 років було проведено навчально-освітні школи «Молодь за здоров'я: соціальна профілактика» та «Залучення громадськості до соціальної профілактики молоді та підлітків, пов'язаних із безробіттям» за участю представників Адміністрації Президента України, Кабінету Міністрів України, Національної академії наук України та інших організацій та установ.
Проводились дослідження з питань поширення наркоманії у молодіжному середовищі, попередження захворюваності ВІЛ/СНІДу у молодому віці.

### Реалізація проектівМіжнародного фонду «Відродження»
Організацією було реалізовано наступні проекти: у Черкаській області — з обізнаності населення про судову реформу, у Тернопільській області — з прав молоді та молодіжного лідерства, у Чернігівській області — з антикорупційної політики в Чернігові та моніторингу тендерних закупівель у Чернігові, у Києві — з моніторингу антиінфляційної політики Національного банку та Кабінету Міністрів України, а також нормативно-правових актів, які видавали Міністерство економіки, Міністерство праці та соціальної політики, Міністерство фінансів, Державний комітет статистики, Державний комітет регулювання цін, Антимонопольний комітет України.
У 2013 році була учасником Коаліції громадських організацій «За доброчесну публічну службу», яка презентувала у Верховній Раді інноваційну методику моніторингу конфлікту інтересів та декларування доходів на публічній службі.
Під час Революції гідності (з листопада 2013 року по червень 2014 року) було розпочато та реалізовано проект «Просування переваг підписання Угоди про асоціацію між Україною та Європейським Союзом серед молоді східних регіонів України».

## Структура
Відповідно до статуту Громадської організації "Всеукраїнська молодіжна організація «Демократичні перетворення України» утворена наступна структура:
Органами управління організацією є З'їзд, Президія, Голова організації;
виконавчим органом організації є Виконком;
відокремленими підрозділами організації за територіальною ознакою є філії;
Голова філії;
Почесна Рада;
Контроль за дотриманням статуту та фінансово-господарської діяльності організації забезпечує Ревізійна комісія.